# Andorra op de Olympische Winterspelen 2002
Tijdens de Olympische Winterspelen van 2002, die in Salt Lake City (Verenigde Staten) werden gehouden, nam Andorra voor de achtste keer deel.

## Deelnemers en resultaten
(m) = mannen, (v) = vrouwen 

### Alpineskiën
| Olympiër         | Discipline       | Resultaat | Prestatie                                              |
| ---------------- | ---------------- | --------- | ------------------------------------------------------ |
| Alex Antor       | reuzenslalom (m) | 36e       | run 1: 1.16,66 run 2: 1.14,73 totaal: 2.31,39 (+8,11)  |
| Alex Antor       | slalom (m)       | DNF-2     | run 1: 54,57 run 2: opgave                             |
| Victor Gómez (4) | reuzenslalom (m) | 39e       | run 1: 1.17,83 run 2: 1.15,50 totaal: 2.33,33 (+10,05) |
|                  |                  |           |                                                        |
| Vicky Grau (4)   | reuzenslalom (v) | DNS-2     | run 1: 1.21,24 run 2: niet gestart                     |
| Vicky Grau (4)   | slalom (v)       | 24e       | run 1: 58,13 run 2: 57,03 totaal: 1.55,16 (+9,06)      |

Amerikaanse Maagdeneilanden · Andorra · Argentinië · Armenië · Australië · Azerbeidzjan · België · Bermuda · Bosnië en Herzegovina · Brazilië · Bulgarije · Canada · Chili · China · Chinees Taipei · Costa Rica · Cyprus · Denemarken · Duitsland · Estland · Fiji · Finland · Frankrijk · Georgië · Griekenland · Groot-Brittannië · Hongarije · Hongkong · Ierland · IJsland · India · Iran · Israël · Italië · Jamaica · Japan · Joegoslavië · Kameroen · Kazachstan · Kenia · Kirgizië · Kroatië · Letland · Libanon · Liechtenstein · Litouwen · Macedonië · Mexico · Moldavië · Monaco · Mongolië · Nederland · Nepal · Nieuw-Zeeland · Noorwegen · Oekraïne · Oezbekistan · Oostenrijk · Polen · Roemenië · Rusland · San Marino · Slovenië · Slowakije · Spanje · Tadzjikistan · Thailand · Trinidad en Tobago · Tsjechië · Turkije · Venezuela · Verenigde Staten · Wit-Rusland · Zuid-Afrika · Zuid-Korea · Zweden · Zwitserland

Uitgesloten van deelname: Puerto Rico